# Éxtasis (película)
Éxtasis es una película dramática española de 1996 dirigida por Mariano Barroso y protagonizada por Javier Bardem, Federico Luppi y Silvia Munt en sus papeles principales. 

## Argumento
Tres amigos (Rober, Ona y Max) están aburridos de su vida y sueñan con ansiar la vida que se les promete de dinero, poder y éxito. Es por ello que deciden realizar un plan perverso. Robarán a sus respectivas familias y después de eso huirán de Madrid sin rumbo fijo. Max roba a su padre Daniel, un prestigioso director de teatro que mantiene una relación tempestuosa con una actriz excéntrica, Lola. Rober se hace pasar por Max y Daniel y Lola lo invitan a compartir su vida llena de glamour y éxito.

## Reparto
| Intérprete          | Personaje      |
| ------------------- | -------------- |
| Javier Bardem       | Rober          |
| Federico Luppi      | Daniel         |
| Silvia Munt         | Lola           |
| Daniel Guzmán       | Max            |
| Leyre Berrocal      | Ona            |
| Alfonso Lussón      | Tío de Rober   |
| Guillermo Rodríguez | Quino          |
| Juan Díaz           | Hermano de Ona |
| Carlos Lucas        | Hombre         |
| Elia Muñoz          | Empleada       |
| Macarena Pombo      | Ayudante       |
| Pep Cortés          | Padre de Ona   |
| Paco Catalá         | Dueño pensión  |
| Fanny Condado       | Chica fiesta   |
| David Pinilla       | Camarero       |
| Mercedes Castro     | Periodista     |
| Cruz Sánchez        | Administrativa |
| Pep Guinyol         | Perista        |
| Ricardo Cruz        | Especialista   |
| Ignacio Carreño     | Especialista   |
| Juan Diego Botto    | Aspirante      |
| Joshean Mauleón     |                |
| Juan Prado          | Fotógrafo      |
| Mr. Queen           | Man            |

- Juan Diego Botto como aspirante